# Грютерс, Август
Август Грютерс (нем. August Grüters; 7 декабря 1841, Юрдинген, ныне в составе Крефельда — 28 января 1911, Франкфурт-на-Майне) — немецкий дирижёр. Сын городского органиста Маттеуса Грютерса (1808—1890), брат Хуго Грютерса.
Учился музыке у своего отца, затем в Кёльнской консерватории и наконец в Парижской консерватории у Дельфена Аляра (скрипка), Антуана Франсуа Мармонтеля (фортепиано) и Амбруаза Тома (композиция). С 1859 г. работал в Труа; концертировал как скрипач, занимался композицией (концертино для оркестра «Сказка феи» и др.). В 1867 г. вернулся в Крефельд и возглавил лидертафель, в 1870 г. добавил к этому руководство смешанным хором Певческого общества, дирижировал также и городским оркестром. В крефельдский период Грютерс был последовательным пропагандистом музыки Иоганнеса Брамса, который благодаря этому с удовольствием приезжал в город и выступал как дирижёр и солист; Грютерсу принадлежит переложение брамсовского «Немецкого реквиема» для двух фортепиано. В 1893 г. перебрался во Франкфурт-на-Майне и до 1909 года руководил хором Общества Святой Цецилии.